# Thomas in Love
Thomas in Love (en francés: Thomas est amoureux) es una película de comedia dramática franco-belga de 2000 dirigida por Pierre-Paul Renders y escrita por Philippe Blasband. La película se estrenó en el 57.º Festival Internacional de Cine de Venecia, ganando el Premio FIPRESCI a la Mejor Ópera Prima. Recibió el Méliès d'Or a la Mejor Película Fantástica Europea.

## Sinopsis
En un futuro próximo, a un hombre confinado en su apartamento durante ocho años por agorafobia y miedo al contacto humano se le prescribe terapia sexual a distancia.

## Reparto
- Benoît Verhaert como Thomas Thomas
- Aylin Yay como Eva
- Magali Pinglaut como Melodie
- Micheline Hardy como Nathalie
- Frédéric Topart como el psicólogo
- Alexandre von Sivers como Agente de seguros
- Serge Larivière como recepcionista
- Jacqueline Bollen como Madame Zoe
- Dominique Baeyens como Vanessa
- Inbal Yalon como Eléonore
- Véronique Dumont como Louise
- Yse Gerbaux como La fille de Louise
- Abdelmalek Kadi como Docteur Sorensen
- Colette Sodoyez como Miss Accroche-Coeur
- Valérie Lemaître como La secrétaire du psy
- David Dufaux como Le réparateur
- Pascal Lefebvre como Kevin
- Muriel Bersy como L'infirmière
- Cathy Boquet como Miss Clinique Domotique
- Laurence Palgen como Marguerite
- Kadija Leclere como Esmeralda
- Freddie Schurmann como Gwendoline
- Jacqueline Ngoya como Barbara
- Hélène Antoine como Yvonne
- Isabelle Meurens como Hilda
- Marie-Madeleine Carranza como Claudia
- Patricia Gersy como Amie de Nathalie
- Laura Dupont como Amie de Nathalie
- Eric Kasongo como Ken
- Thomas Renders como Thomas enfant